# سوگیری نمونه‌گیری
در آمار، سوگیری نمونه‌گیری (به انگلیسی: Sampling bias) سوگیری است که در آن نمونه به گونه‌ای جمع‌آوری می‌شود که برخی از اعضای جامعه مورد نظر احتمال نمونه‌گیری کمتر یا بالاتر از دیگران داشته باشند. این موضوع سبب یک نمونه مغرضانه از یک جمعیت (یا عوامل غیرانسانی) می‌شود که در آن همه افراد، یا نمونه‌ها، به‌طور مساوی انتخاب نشده‌اند. اگر این مورد در نظر گرفته نشود، نتایج را می‌توان به اشتباه به پدیده مورد مطالعه نسبت داد تا به روش نمونه‌گیری.
سوگیری انتخاب و سوگیری نمونه‌گیری اغلب به صورت مترادف استفاده می‌شوند.
نمونه سده بیست و یکم بیماری همه‌گیر کووید-۱۹ است، که در آن نشان داده شده‌است که تغییرها در سوگیری نمونه‌گیری در آزمایش کووید-۱۹ سبب تغییر گسترده هم در میزان مرگ و میر موارد و هم در توزیع هرم سنی موارد در سراسر کشورها می‌شود.